# Onopordum
Genre
Onopordum est un genre de plante à fleurs de la famille des Asteraceae. Ce sont des plantes vivaces épineuses, à port de chardon. Certaines grandes espèces dont l'involucre présente peu de piquants font penser à l'artichaut, une plante qui fait partie du genre Cynara et dont la tige n'est pas couverte d'épines. 

## Liste d'espèces
Selon GRIN (14 juin 2015) :
- Onopordum acanthium L. - Chardon aux ânes
- Onopordum acaulon L. - Onopordon à tige courte
- Onopordum dissectum Murb.
- Onopordum illyricum L. - Onopordon d'Illyrie
- Onopordum tauricum Willd.

Selon The Plant List (14 juin 2015) :
- Onopordum acanthium L.
- Onopordum acaulon L.
- Onopordum alexandrinum Boiss.
- Onopordum algeriense (Munby) Pomel
- Onopordum ambiguum Fresen.
- Onopordum anatolicum (Boiss.) Boiss. & Heldr. ex Eig
- Onopordum arenarium (Desf.) Pomel
- Onopordum armenum Grossh.
- Onopordum blancheanum (Eig) Danin
- Onopordum boissierianum Raab-Straube & Greuter
- Onopordum bracteatum Boiss. & Heldr.
- Onopordum canum Eig
- Onopordum carduchorum Bornm. & Beauverd
- Onopordum carduelium Bolle
- Onopordum carduiforme Boiss.
- Onopordum carmanicum (Bornm.) Bornm.
- Onopordum caulescens d'Urv.
- Onopordum cinereum Grossh.
- Onopordum corymbosum Willk.
- Onopordum cyrenaicum Maire & Weiller
- Onopordum dissectum Murb.
- Onopordum dyris Maire
- Onopordum elongatum Lam.
- Onopordum eriocephalum Rouy
- Onopordum espinae Coss.
- Onopordum heteracanthum C.A.Mey.
- Onopordum horridum Viv.
- Onopordum illyricum L.
- Onopordum leptolepis DC.
- Onopordum macracanthum Schousb.
- Onopordum macrocanthum d'Urv.
- Onopordum macrocephalum Eig
- Onopordum mesatlanticum Emb. & Maire
- Onopordum micropterum Pau
- Onopordum minor L.
- Onopordum myriacanthum Boiss.
- Onopordum nervosum Boiss.
- Onopordum parnassicum Boiss. & Heldr.
- Onopordum platylepis (Coss. ex Murb.) Murb.
- Onopordum polycephalum Boiss.
- Onopordum prjachinii Tamamsch.
- Onopordum seravschanicum Tamamsch.
- Onopordum sibthorpianum Boiss. & Heldr.
- Onopordum tauricum Willd.
- Onopordum turcicum Danin
- Onopordum wallianum Maire

### Illustations

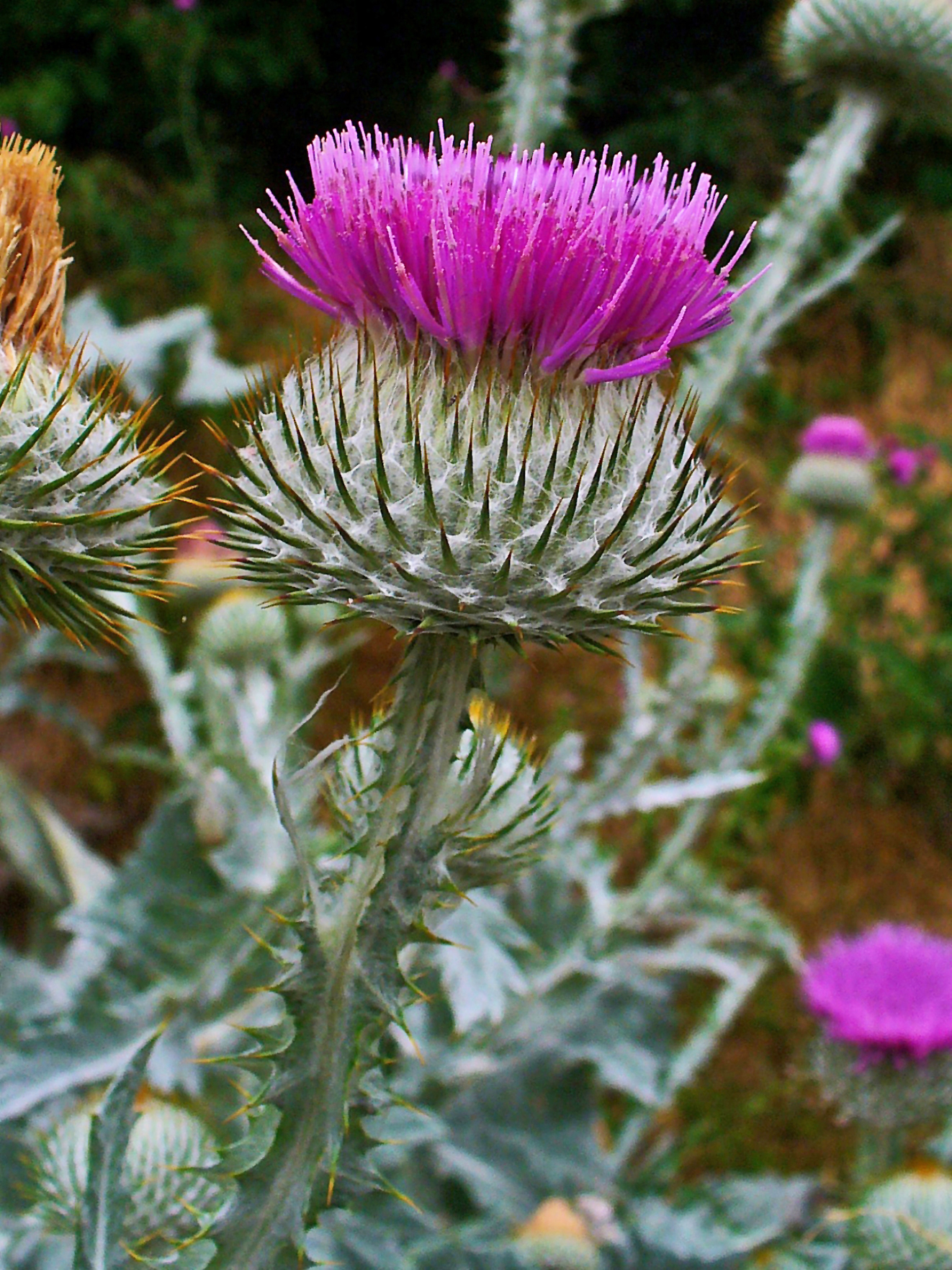
Onopordum acanthium.
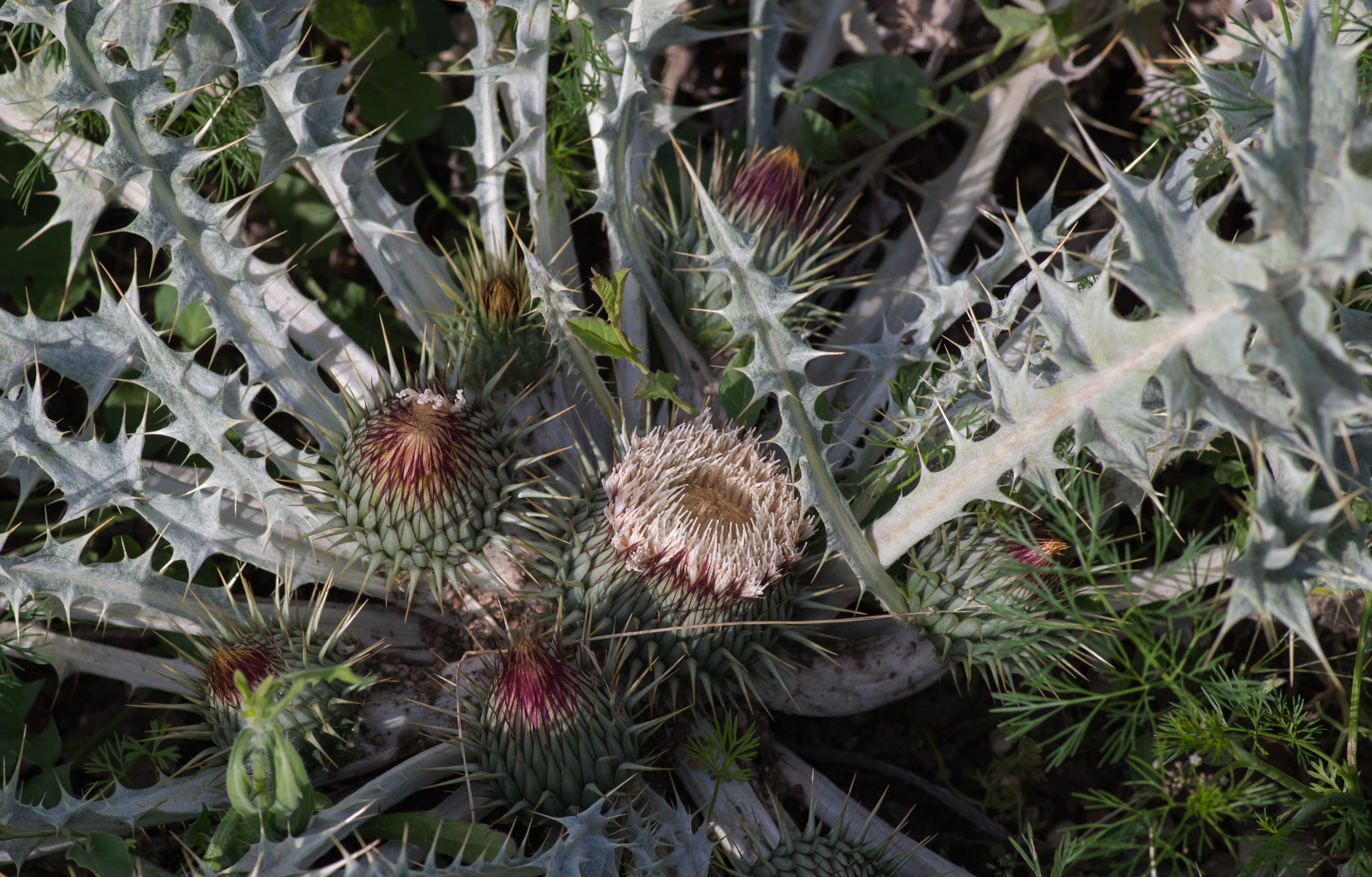
Onopordum acaulon subsp. acaulon.
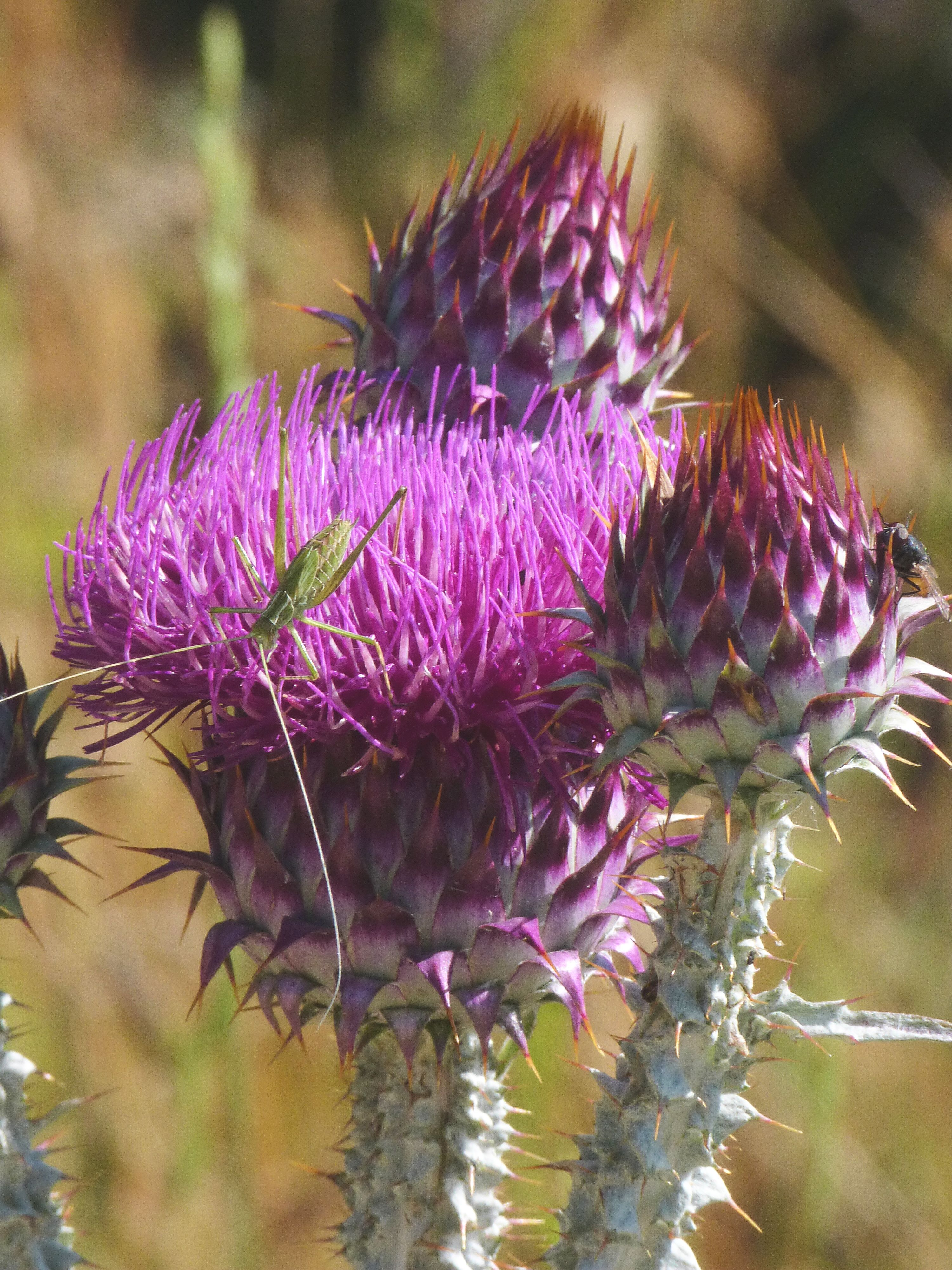
Onopordum illyricum.
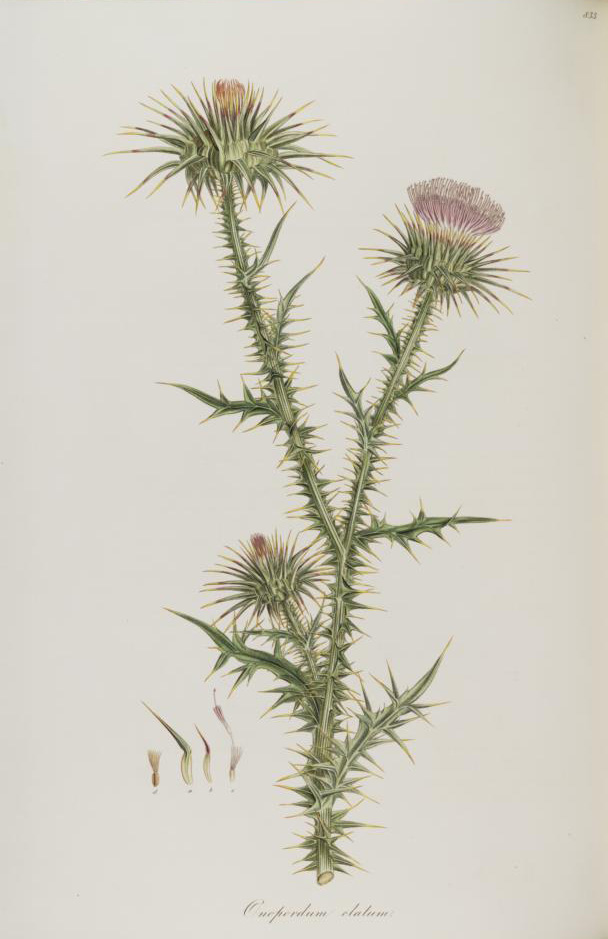
Onopordum tauricum.
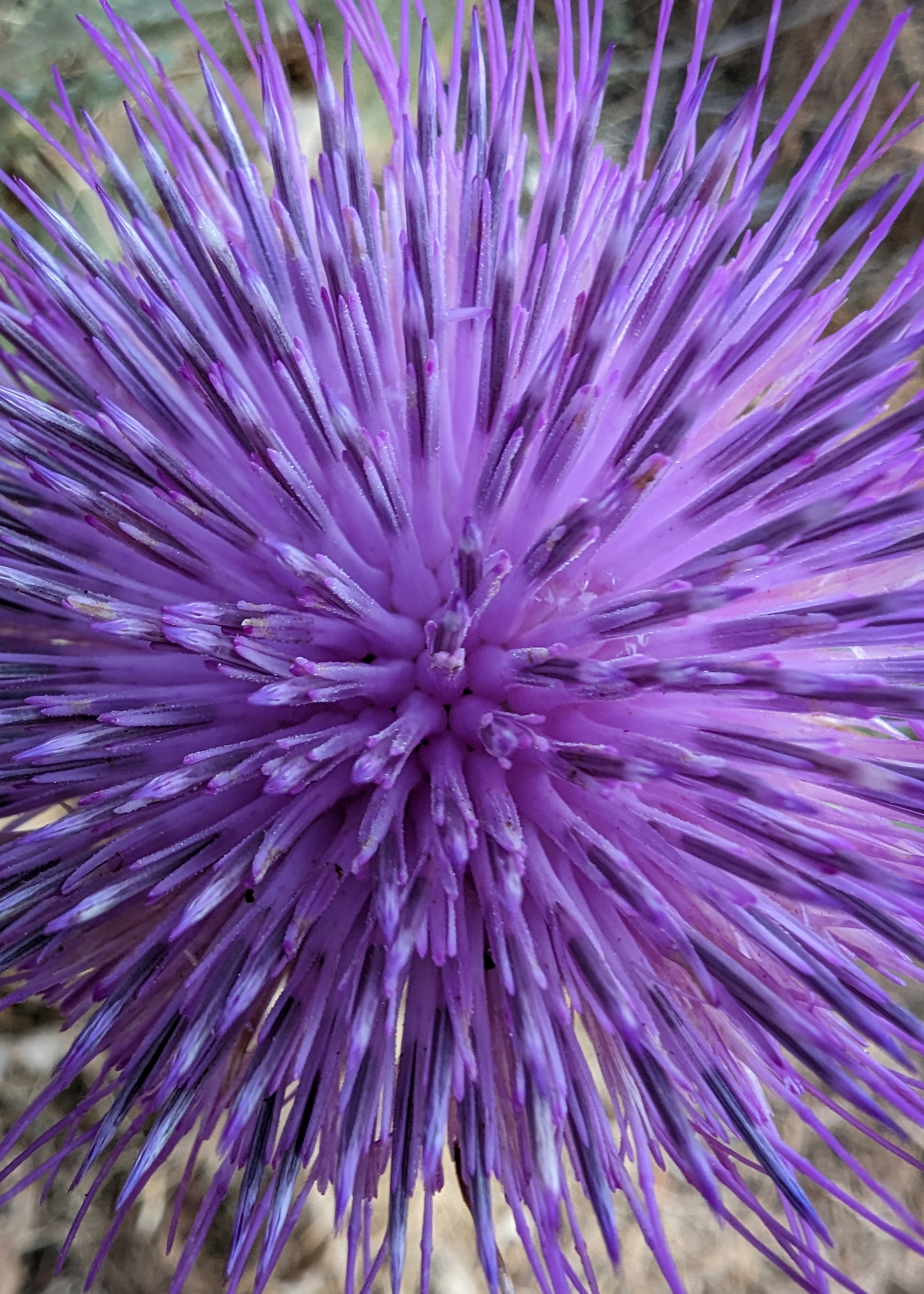
Onopordum, Tlemcen